# Zap Imóveis
O ZAP é um portal de imóveis do Grupo OLX Brasil que reúne ofertas qualificadas, além de fotos, dicas e mapas para quem quer alugar, comprar ou vender. A sede fica na Vila Olímpia, em São Paulo, no entanto há escritórios por todo o Brasil.

## História

### Década de 2000
O site foi fundado em março de 2000, batizado de Planeta Imóvel com o objetivo de facilitar a vida de quem procura um imóvel. Na época, um dos sócios havia sentido dificuldade em encontrar um apartamento para alugar e, então, teve a ideia de fazer o site de classificados. Inicialmente, foram investidos US$ 35 milhões e havia 800 imobiliárias cadastradas.
O fundador e CEO do Planeta Imóvel era Roberto Amatuzzi e a empresa chegou a ter até o final do ano quase 100 funcionários. Em meados de 2001, Flávio Suplicy que era também do time inicial de fundadores ocupou o cargo até junho de 2002. A partir daí, Roberto Nascimento, que estava ocupando os cargos de VP de Marketing e Vendas, foi o CEO da empresa até maio de 2007 (após o lançamento do ZAP). Na sua saída, Eduardo Schaeffer, que era VP de Produto,  ficou interino por 6 meses, até a vinda do André Molinari que ficou até 2010 e novamente Eduardo Schaeffer, até o momento a criação do Grupo ZAP, quando passou para co-chairman. Até a fusão o número de funcionários chegou a 400.
Além da área de classificados imobiliários, no início, o site também oferecia o Planetashop, que tinha produtos relacionados aos imóveis. Entre as novidades tecnológicas da época, o Planeta Imóvel passava informações aos clientes por meio de WAP e serviço de mensagem, para avisar os usuários sobre as opções semelhantes de imóveis às procuradas por eles. Nesta fase, o Planeta Imóvel já atuava nas principais capitais do Brasil e era o Líder isolado.
No mesmo ano de 2000, logo após o lançamento, os grupos O Globo e OESP adquiriram a operação da marca. Em 2005, ainda chamado de Planeta Imóvel, o site com anúncios imobiliários garantia a liderança absoluta no setor.
O projeto para a criação do ZAP começou quando os acionistas viram o sucesso em imóveis do Planetaimovel e eles quiseram ampliar este sucesso para outros segmentos. Em 15 de fevereiro de 2007, a mudança de nome foi feita. Deixou de se chamar Planeta Imóvel e passou a ser ZAP.  Neste mesmo ano, o site também lançou as novas verticais: Autos, Empregos, Negócios e Oportunidades. O modelo de negócio também foi mudado. O Planetaimovel que atuava de forma independente, mudou a forma de governança e os jornais tiveram mais comando na operação e as áreas comerciais ficaram a cargo dos jornais. Tentou-se emplacar o modelo da TV Globo (afiliadas) da mesma forma que acontecia na época nos EUA onde havia uma iniciativa dos principais jornais chamadas Classified Ventures que possuem algumas marcas como Carreer Builder, Cars.com e Apartments.com . Um ano depois começaram os trabalhos de expansão entre os parceiros EPTV (ISP), O Tempo/Super Notícia (MG), A Cidade (Ribeirão Preto-SP), Jornal do Comércio (PE), O Povo (CE), Correio do Paraíba (PB) e Tribuna do Norte (RN). Todos passaram a utilizar a plataforma tecnológica do ZAP, compartilhando as ofertas.

### 2010-presente
Em 2010, foi aberto o escritório no Rio de Janeiro. A partir de 2012, o ZAP focou seu negócio em Imóveis. Em 2013, começou a expandir escritórios pelo País, chegando a Baixada Santista, Belo Horizonte, Niterói, Campinas e Sorocaba.  O processo de ampliação continua em 2014, marcando presença em Salvador, Curitiba, Recife, Brasília, Goiânia, Ribeirão Preto, São José dos Campos, Ubatuba, Vitória, Fortaleza, São José do Rio Preto e São Carlos.
Em 2012, o portal lançou o aplicativo para tablets e celulares de sistemas IOS e Android, com o intuito de facilitar na hora de anunciar ou buscar um imóvel.
O ZAP possui uma revista online especializada no setor imobiliário, com reportagens diárias sobre decoração e jardinagem, mercado, financiamento, cidades e bairros, arquitetura e urbanismo, reforma e construção e serviços. As matérias são destaques em sites parceiros, como na home da Globo.com e do MSN, além de também ter espaço em outros sites, como Notícias da TV - comandado por Daniel Castro.
A empresa investe mensalmente em diversos tipos de publicidade, que são veiculadas em todo formato de mídia (rádio, revista, outdoor, TV aberta e fechada), além de ações promocionais em praias, ruas, parques e shoppings.
No início de 2014, o ZAP Imóveis também decidiu se dedicar ainda mais ao corretor e criou o site Corretor Destaque, com informações e dicas sobre a profissão, mercado imobiliário, ofertas de emprego, entre outros destaques.  Em outubro de 2014, este site passou a se chamar ZAP Pro, mas continua a oferecer conteúdo especializado para corretores e pessoas com interesse na área. 
Sabendo da importância das redes sociais, O ZAP está presente nas principais mídias, desde 2010, com Facebook, Twitter, Linkedin, Youtube, Instagram e Pinterest e Google Plus. Assim como o ZAP Pro, que possui páginas no Facebook, Twitter, Linkedin e Youtube. 
Outro produto do ZAP é o índice FipeZap, feito em parceria com a FIPE (Fundação Instituto de Pesquisas Econômicas), para fornecer informações estratégicas para analistas do Brasil e do exterior sobre as relações entre a oferta e a demanda de imóveis em todo o País, por meio de uma base de dados atual e confiável. 
Desenvolvido para a análise da variação de preço do aluguel, a FIPE em parceria com o ZAP, também criou o FipeZap Locação, uma variação do tradicional FipeZap. O índice acompanha o preço do aluguel em nove cidades brasileiras e fornece uma visão mensal do comportamento do mercado imobiliário. 
A mais recente novidade é o Mapa de Preços, ferramenta inédita no Brasil e exclusiva do ZAP, que mostra os valores estimados dos preços dos imóveis em todo o País, de maneira gratuita. O sistema funciona por meio do banco de dados do portal, que tem os valores atualizados de todos os imóveis que já foram anunciados no ZAP em dez anos de existência. O Índice FipeZap é utilizado como base para a correção dos preços.
Em outubro de 2014, a empresa recebeu novo layout em seu site, com o intuito de melhorar a experiência do internauta, na hora de buscar ou anunciar um imóvel. O nome, que antes era ZAP Imóveis, volta a ser apenas ZAP. Além disso, a empresa moderniza o logo, foca o novo portal apenas em imóveis, incluindo temporada. Há também uma área destinada a serviços, onde é possível encontrar empresas e profissionais para a manutenção da casa, como pintores, eletricistas, encanadores e muito mais.
Em dezembro de 2014, o ZAP anunciou a compra do portal Pense Imóveis, de Porto Alegre, popular no segmento de classificados de imóveis online na região Sul do Brasil, pertencente ao Grupo RBS. Com essa aquisição, a empresa do Grupo Globo concretizou mais uma etapa do seu projeto de expansão pelo País.
Em janeiro de 2015, foi lançada nas lojas de aplicativos mobile a versão ZAP Aluguel, especializada na busca de imóveis para locação, proporcionando uma melhor experiência para os interessados em alugar imóveis.
No ano de 2017, o Zap imóveis anuncia a fusão com o concorrente Viva Real e assim nasce o Grupo Zap. Na época, o Zap fazia parte do Grupo Globo e recebia mensalmente 19 milhões de visitas e 59 milhões de buscas, já o Viva Real, acumulava por volta de 18 milhões de visitas mensais.
Em março de 2020, o Grupo OLX Brasil, que também já havia adquirido o famoso Balcão.com.br (editora Balcão) há alguns anos atrás, pagou R$ 2,9 bilhões pelo controle acionário do Grupo Zap Viva Real, marcando a saída do grupo Globo da organização. A Olx Brasil é uma joint venture entre a norueguesa Adevinta e a holandesa Prosus. Hoje o grupo Zap Viva Real recebe por volta de 28 milhões de visitas por mês.